# Astrid Allwyn
Astrid Allwyn est une actrice américaine, de son vrai nom Clara Lou Sheridan, née à Manchester (Connecticut, États-Unis) le 27 novembre 1905, morte d'un cancer à Los Angeles (Californie, États-Unis) le 31 mars 1978.

## Biographie
Astrid Allwyn débute au théâtre à Broadway dans deux pièces, jouées de 1929 à 1931. L'année suivante (1932), elle entame une carrière au cinéma et participe en tout à 54 films américains, le dernier en 1943, année où elle se retire.
L'un de ses rôles les plus connus est celui de Susan Paine, dans Monsieur Smith au Sénat (1939) de Frank Capra, où elle se retrouve face à James Stewart, son "amoureux transi". Mère de l'actrice américaine, Mélinda O'Fee.

## Filmographie partielle
- 1932 : Lady with a Past d'Edward H. Griffith
- 1932 : Love Affair de Thornton Freeland
- 1932 : Night Mayor de Benjamin Stoloff
- 1932 : La Jeune fille du vestiaire (Hat Check Girl) de Sidney Lanfield
- 1932 : Fifi follette (The Girl from Calgary) de Phil Whitman
- 1932 : Bachelor Mother de Charles Hutchison
- 1933 : The Iron Master (en) de Chester M. Franklin
- 1933 : Hello, Sister! d'Erich von Stroheim et Alan Crosland
- 1933 : He couldn't take it de William Nigh
- 1933 : Une nuit seulement (Only Yesterday) de John M. Stahl
- 1934 : All of Me de James Flood
- 1934 : Le Roi des mendiants (Beggars in Ermine) de Phil Rosen
- 1934 : Le Paquebot mystérieux (Mystery Liner) de William Nigh
- 1934 : Monte Carlo Nights (en) de William Nigh
- 1934 : Entrée de service (Servants' Entrance) de Frank Lloyd et Walt Disney
- 1934 : La Parade blanche (The White Parade) d'Irving Cummings
- 1935 : One More Spring de Henry King
- 1935 : Meurtre au Grand Hôtel (The Great Hotel Murder) d'Eugene Forde
- 1935 : It's a Small World d'Irving Cummings
- 1935 : L'Enfer (Dante's Inferno) de Harry Lachman
- 1935 : Accent on Youth (en) de  Wesley Ruggles
- 1935 : Les Femmes aiment le danger (Ladies love Danger) de H. Bruce Humberstone
- 1935 : À travers l'orage (Way Down East) de Henry King
- 1935 : Jeux de mains (Hands across the Table) de Mitchell Leisen
- 1936 : Ching-Ching ou Tchin-Tchin (Stowaway) de William A. Seiter
- 1936 : Le Secret de Charlie Chan (Charlie Chan's Secret) de Gordon Wiles
- 1936 : Star for a Night de Lewis Seiler
- 1936 : En suivant la flotte (Follow the Fleet) de Mark Sandrich
- 1936 : Fossettes (Dimples) de William A. Seiter
- 1937 : Woman-Wise d'Allan Dwan
- 1937 : Murder goes to College de Charles Reisner
- 1937 : Venus makes Trouble de Gordon Wiles
- 1937 : It could happen to you ! de Phil Rosen
- 1937 : The Westland Case de Christy Cabanne
- 1938 : International Crime de Charles Lamont
- 1939 : Lune de miel à Bali (Honeymoon in Bali) de Edward H. Griffith
- 1939 : Miracles à vendre (Miracles for Sale) de Tod Browning
- 1939 : Reno de John Farrow
- 1939 : Elle et lui (Love Affair) de Leo McCarey
- 1939 : Monsieur Smith au Sénat (Mr. Smith goes to Washington) de Frank Capra
- 1940 : The Lone Wolf strikes de Sidney Salkow
- 1940 : Gangs of Chicago d'Arthur Lubin
- 1940 : Meet the Missus de Malcolm St. Clair
- 1941 : Melody for Three d'Erle C. Kenton
- 1941 : City of Missing Girls (en) d'Elmer Clifton
- 1941 : Magie musicale (There's Magic in Music) d'Andrew L. Stone
- 1941 : Puddin' Head (en) de Joseph Santley
- 1941 : Cracked Nuts d'Edward F. Cline
- 1941 : Unexpected Uncle de Peter Godfrey
- 1941 : No Hands on the Clock de Frank McDonald
- 1943 : Hit Parade of 1943 d'Albert S. Rogell

## Théâtre
Pièces jouées à Broadway
- 1929-1930 : Street Scene d'Elmer Rice, avec Beulah Bondi, Erin O'Brien-Moore, John Qualen
- 1931 : Young Sinners d'Elmer Harris